# Franciszek Henryk Duchiński
Franciszek Henryk Duchiński (ur. 1816, zm. 13 lipca 1893) – polski etnograf i historyk, działacz emigracyjny, członek korespondent Towarzystwa Muzeum Narodowego Polskiego w Rapperswilu od 1890 roku.

## Życiorys
Uczęszczał do szkoły karmelickiej w Berdyczowie, od 1834 studiował na Uniwersytecie Kijowskim. Odtąd poświęcił się badaniom nad rasową odrębnością Rosjan.
Był twórcą kontrowersyjnej teorii o niesłowiańskim, jak to nazywał turańskim (mongolskim) pochodzeniu narodu rosyjskiego. Uważał, że kolebką Słowiańszczyzny są tereny pomiędzy Wisłą a Dnieprem. Jego zdaniem prawdziwymi Słowianami są jedynie Polacy i Rusini, Rosjanie zaś nie są nawet ludem aryjskim. Jako zwolennik odbudowy Rusi Kijowskiej, pragnął zawiązania unii polsko-litewsko-ruskiej.
W 1846 tropiony przez policję, udał się na emigrację do Paryża. Tam uzyskał poparcie księcia Adama Jerzego Czartoryskiego, który udostępnił mu łamy swojego pisma emigracyjnego Trzeci Maj. Duchiński miał okazję zaprezentować swoją teorię szerszej publiczności wygłaszając serię wykładów w Towarzystwie Historyczno-Literackim.
W czasie Wiosny Ludów we Włoszech w 1848 wstąpił do Legionu Włoskiego gen. Władysława Zamoyskiego, gdzie rozwinął antyrosyjską akcję propagandową. W Bolonii wydał drukiem swoje wykłady, nawiązując w nich do wykładów literatury słowiańskiej Adama Mickiewicza.
W Turynie założył w 1849 r. Società per l’Allianza Italo-Slava. Pisywał też artykuły do wielu pism francuskich.
Wraz z generałem Zamoyskim wyjechał do Turcji, gdzie nie ustawał w swojej pracy propagandowej, licząc na rychły wybuch wojny turecko-rosyjskiej. Współpracował z Michałem Czajkowskim, przez krótki czas był przedstawicielem Hotelu Lambert w Belgradzie. W czasie wojny krymskiej był prelegentem w obozach alianckich na Krymie. Wygłosił tam serię wykładów dla żołnierzy francuskich, brytyjskich i tureckich o wielowiekowej cywilizacyjnej walce Polski i Rusi z państwem moskiewskim. W Stambule wydał wówczas trzy traktaty: Questions D’Orient (1853), Les Moscovites Grand-Russes d’après leurs origines, éléments et tendences ... avec remarques et carte (1854), La Moscovie et la Pologne (1855).
Z Turcji udał się do Londynu, gdzie wydał swoją pracę Polacy w Turcji. W latach 1860–1864 przebywał w Paryżu. Tam rozwinął bardzo aktywną działalność publicystyczną, podważając podstawy panslawizmu, w wydaniu rządu rosyjskiego. Został wiceprezesem Francuskiego Towarzystwa Etnograficznego, był też wybrany na członka wielu francuskich towarzystw naukowych (antropologicznego, geograficznego i azjatyckiego). Dzięki swoim wpływom w środowisku naukowym doprowadził do wyłączenia z francuskich programów szkolnych historii Rusi jako części historii Wielkiego Księstwa Moskiewskiego. Wykładał historię w polskiej szkole na Montparnasse.
W 1871 na skutek zbliżenia Francji i Rosji, zmuszony był osiedlić się w Szwajcarii, w Argowii. Tam redagował Révue historique, éthnographique et statistique, jedno z najważniejszych pism światowej etnologii. W 1872 został konserwatorem Muzeum Narodowego Polskiego w Rapperswilu. Dwukrotnie przebywał w Galicji, gdzie w 1875 w Krakowie założył Przegląd Etnograficzny.
Pochowany został na cmentarzu w podparyskim Montmorency.

## Znaczenie
Jakkolwiek niektóre jego tezy zostały odrzucone przez współczesną etnologię i historiografię, to jego kontrowersyjna teoria o niesłowiańskim pochodzeniu Rosjan wywarła wpływ na dyskurs naukowy drugiej połowy XIX wieku. Krytycy zarzucali mu antyrosyjskie zaślepienie, które nie pozwalało mu zauważyć niektórych przesłanek źródłowych, zarzucano mu też, że jego praca naukowa nosi znamiona propagandy politycznej.
Zwolennicy podnosili jego wielki wkład we wprowadzenie do dyskursu naukowego kwestii odrębności dziejów Rusi Kijowskiej i państwa moskiewskiego. Niewątpliwie działalność publicystyczna Duchińskiego spowodowała, niechętne przyjęcie przez zachodnioeuropejską opinię publiczną idei panslawizmu, popieranego przez Rosję.
Duchiński wywarł też wielki wpływ na historyków francuskich, m.in. Henriego Martina pod wpływem jego teorii napisał jedno z najważniejszych swoich dzieł La Russie et l’Europe, gdzie obficie cytował przywoływane w pracach Duchińskiego źródła do historii Rosji, a także na polskiego naukowca Feliksa Konecznego, który w swoich pracach kontynuował częściowo założenia Duchińskiego.
Jego teorię przyjęli także historycy ukraińscy. Pasowała ona bowiem do lansowanego przez Ukraińców od II poł. XIX wieku założenia o ich odrębności etnicznej od Rosjan. Teoria Franciszka Henryka Duchińskiego stała się jednym z filarów historiografii ukraińskiej, nie zmieniła się ona do dziś.

## Dzieła
- Zasady dziejów Polski i innych krajów słowiańskich i Moskwy w III tomach 1858–1861
- Dopełnienie do trzech części zasad dziejów 1863
- Pologne et Ruthénie. Origine slave 1861
- Peuples Aryâs et Tourans, agriculteurs et nomades 1884